# Sparaxis roxburghii
Sparaxis roxburghii là một loài thực vật có hoa trong họ Diên vĩ. Loài này được (Baker) Goldblatt miêu tả khoa học đầu tiên năm 1992.